# جوليانو مونتالدو
جوليانو مونتالدو (بالإيطالية: Giuliano Montaldo)‏ (و. 1930 – م) هو مخرج سينمائي، وممثل، وكاتب سيناريو من إيطاليا . ولد في جنوة.

## روابط خارجية
- جوليانو مونتالدو على موقع IMDb (الإنجليزية)
- جوليانو مونتالدو على موقع ألو سيني (الفرنسية)
- جوليانو مونتالدو على موقع أول موفي (الإنجليزية)
- جوليانو مونتالدو على موقع قاعدة بيانات الأفلام السويدية (السويدية)
- جوليانو مونتالدو على موقع قاعدة بيانات الفيلم (الإنجليزية)
- جوليانو مونتالدو على موقع كينوبويسك (الروسية)